# Tweede Polder
De Tweede Polder is een voormalig waterschap in de Nederlandse provincie Groningen.
Het schap lag ten noordwesten van Oude Pekela. De noordoostgrens lag op de Noorderwijk (de Graaf Adolfstraat en het verlengde hiervan), de zuidoostgrens lag bij het Pekelderdiep, de zuidwestgrens lag langs de Staatens- of Cereswijk (de Industrieweg-West en het verlengde hiervan) en de noordwestgrens lag op de Ceresweg (de gemeentegrens tussen Pekela en Oldambt). De molen stond 1 km noordwestelijk van het Pekelderdiep aan de Noorderwijk en sloeg daarop uit. 
Waterstaatkundig gezien ligt het gebied sinds 2000 binnen dat van het waterschap Hunze en Aa's.

## Naam
De Tweede Polder was het tweede waterschap dat opgericht was in de voormalige gemeente Oude Pekela.